# Castelo de Grayskull
O Castelo de Grayskull (que significa "crânio cinza") é um local das séries animadas He-Man e She-Ra, onde mora a Feiticeira Zoar.
Nos seriados dos anos 80, o castelo tem a aparência de uma fortaleza de pedra com duas torres que ladeiam um enorme crânio. E a entrada é exatamente a boca do crânio, da qual sai a ponte levadiça.
Nas séries, ele é o alvo de numerosos ataques por Esqueleto, Hordak e os homens-serpente, os quais acreditam que os segredos dentro do castelo vai permitir-lhes conquistar Eternia e se tornarem Mestres do Universo.
Tanto Adam quanto Adora precisam erguer suas espadas e falar frases mágicas mencionando o Castelo de Grayskull para se transformar em He-Man e She-Ra. E uma imagem do castelo aparece atrás de ambos quando eles se transformam. Sempre que se transforma, Adam diz "Pelos poderes de Grayskull! Eu tenho a força!". Já Adora diz "Pela honra de Grayskull! Eu sou She-Ra!

## Série de televisão
Serve de casa para a Feiticeira e para o misterioso Espírito de Grayskull. Também é um refúgio para o He-Man e para seus amigos. Suas origens são desconhecidas exceto pelo fato de que foi construído para proteger alguma fonte de poder de aqueles que não a usariam bem. É um alvo frequente para as forças do mal.

## HQs da DC - 2012
Em Setembro de 2012, a DC começou as publicações mensais de sua nova série: He-Man and the Masters of the Universe, contando com artistas do porte de James Robinson, Keith Giffen, Philip Tan, Pop Mhan e Dan Abnett. Atualmente conta já com três temporadas, a última, intitulada Eternity War. A Panini trouxe ao Brasil a primeira temporada, "A Origem".
A história destas publicações, assim como nas séries de televisão, se passa em Eternia, havendo um grande resgate de personagens clássicos e traçando novos destinos aos mesmos. É finalmente revelado o segredo do Castelo de Grayskull, mistério nunca revelado até então. Em resumo, o planeta Eternia está localizado no centro do Universo. E nele, está localizado a fonte de criação do universo, também conhecida como "The Fires of Eternity". Este local se encontra bem abaixo do Castelo, sendo que ninguém tem acesso ao mesmo, apenas o próprio Rei Grayskull. Lá, através de uma forja, o Rei Grayskull utilizou desta energia da criação para forjar as espadas que posteriormente seriam utilizadas por He-Man e She-Ra (A Espada do Poder e a Espada da Proteção). É com a Espada do Poder que Grayskull pôde derrotar Hordak, em sua primeira invasão a Eternia (uma história similar a série de TV dos anos 2000, mais informações no episódio 9 da segunda temporada: The Power of Grayskull - disponível apenas em inglês).
Na primeira temporada das HQs da DC, He-Man e todos os Mestres do Universo são manipulados por um plano de Esqueleto, que acabou por mudar o rumo da história utilizando um artefato de grande poder (explicado com mais detalhes no último parágrafo), o "Eye of Chronos". Esqueleto "limpa" as mentes de todos e assim toma o Castelo de Grayskull sem dificuldades, porém, não consegue localizar a fonte de poder, que sempre acreditou que estaria lá dentro. O mesmo chega a se questionar se haveria algum poder ali, e conclui, que o Castelo seria apenas "pedras e história". Após a quebra dos efeitos da magia de Esqueleto, Adam volta a ser He-Man e junto de Teela, consegue retomar o Castelo, enfrentando em duelo seu arquirrival, Esqueleto. A vitória seria completa, porém, há uma perda irreparável. Ao constatar que a Feiticeira, mesmo sendo sua prisioneira e com sua mente praticamente controlada, estava conseguindo ajudar Adam a buscar seu destino (localizar a Espada do Poder, se transformar em He-Man e assim quebrar o feitiço), Esqueleto enfurece e mata TeelaNa (nome original da Feiticeira).
Na segunda temporada da publicação, o Castelo de Grayskull (assim como todo o planeta Eternia) é tomado pelas forças da Horda de Hordak e parcialmente destruído, mesmo sendo protegido por todas as forças de Eternia, em principal a Guarda Real e os Mestres, que acabam não sendo páreos para a tecnologia e o poder devastador da Horda, ficando também evidente a falta da Feiticeira na defesa do Castelo e de toda a Eternia, visto que a Feiticeira nada mais é que uma representante da Deusa (The Goddess em inglês), que seria a entidade máxima neste multiverso.
Na terceira temporada, o Castelo reaparece totalmente remodelado, com um visual sinistro que lembra A Zona do Medo original da série de TV She-Ra de 1984. Após a conquista do Castelo na segunda temporada, a Horda não teve acesso imediato ao poder da criação, visto que apenas o Rei Grayskull poderia acessar o local. Mas Hordak acaba concretizando seu plano que envolveu e manipulou vários heróis e vilões de Eternia, dentre eles Esqueleto e Adora (She-Ra), e por fim acaba conseguindo os meios de acessar o local, e por consequência, forja sua própria Espada do Poder, "igualando" e até mesmo aumentando seu poder em comparação ao de He-Man e She-Ra.
Também é revelado nesta série publicada pela DC a existência de dois artefatos (joias em formato de rubis) ligados ao Castelo de Grayskull, nunca citados até então: Eye of Chronos e Eye of Chaos. São os "olhos" do Castelo de Grayskull, onde, uma vez unidos ao Castelo, o tornaria uma arma imbatível, podendo neutralizar qualquer coisa em qualquer parte do universo e em qualquer lugar no tempo, com alcance assim ilimitado. O Rei Grayskull acreditou que essas joias possuíam um poder devastador, e acabou por não utilizar os mesmos. Fato que acabou fazendo com que ele fosse traído por um dos seus mais leais súditos e por fim, morto (bem diferente da versão da série de TV dos anos 2000, onde Hordak acaba por matar o Rei Grayskull em combate).
Ao final da oitava edição, o Castelo já está operando com os dois artefatos (recém adquiridos por Hordak, através de Maligna, que traiu Esqueleto, roubando-lhes os artefatos e presentando-os a Hordak, com esperança de ser recompensada pelo maligno líder da Horda). Hordak utiliza o poder do Castelo e dos artefatos em uma demonstração pura de arrogância e terror. Ele destrói o planeta Primus (o mesmo de As Novas Aventuras de He-Man). É importante ressaltar que mesmo se localizando no futuro, originário de uma suposta migração de sobreviventes de Eternia que colonizariam este planeta, Hordak consegue alcança-lo pois o poder do Eye of Chronos permite que ele consiga viajar através do tempo (passado, presente e futuro), enquanto o Eye of Chaos, permite que ele acesse qualquer lugar em todo o universo. Em suma, Hordak neste momento é o mestre do espaço-tempo, ou o próprio Mestre do Universo em suas palavras. É interessante analisar que os roteiristas, em especial Dan Abnett, conseguem criar links e conexões entre vários desenhos animados de épocas diferentes do universo de He-Man e os Mestres do Universo, trazendo assim uma grande clareza e satisfação aos leitores e fãs da série, que sempre viram na falta de conexão entre comics, desenhos animados e filme um grande problema para sua história.

Novamente surpreendente, a história toma rumos inesperados até a sua conclusão, em Fevereiro de 2016, onde Esqueleto consegue acesso ao Castelo de Grayskull e se torna "O Mestre da Morte". É derrotado ao final da décima quarta edição por He-Man/Adam, dando assim fim a Guerra da Eternidade (Eternity War). O Castelo de Grayskull, já completamente destruído durante o último combate entre He-Man e Esqueleto, dá lugar a uma nova versão, flutuante, mantendo aspectos tradicionais da versão clássica, exceto por uma coroa dourada, com o símbolo de Zoar, além de possuir mais torres, não apenas as duas clássicas. Mais informações serão disponibilizadas na HQ #15, que será lançada em 24 de Fevereiro de 2016.